# Freischwimmer (Film)
Freischwimmer ist ein deutscher Kinofilm aus dem Jahr 2007. Regie führte Andreas Kleinert, die Hauptrolle spielt Frederick Lau.

## Handlung
Der 15-jährige Rico Bartsch ist an seiner Schule, dem Kafka-Gymnasium, ein klarer Außenseiter und Einzelgänger: Er hat ein schweres Hörproblem und hat auch nicht den erwünschten Erfolg im Sport – seine Stärke liegt eher im gestalterischen Bereich. Beim Schwimmen wird er von seinem Rivalen Robert Greiner geschlagen und scheitert auch an der Prüfung zum Freischwimmer. Robert ist nicht nur sein größter Rivale im Sport, er ist auch der Freund der attraktiven Regine, in die Rico heimlich verliebt ist. Rico lebt bei seiner verwitweten Mutter, welche eine Beziehung zu Ricos verhasstem Sportlehrer Richard Sammer pflegt. Ricos Vater, ein Trinker, ist bei einem Unfall vor Ricos Augen ertrunken. Die Mutter und Sammer waren ebenfalls vor Ort und sahen dem Ertrinken tatenlos zu.
Eines Tages findet Rico einen Liebesknochen in einer Tüte, welche an seinem Spind hängt. Robert greift ungefragt nach dem Liebesknochen und stirbt kurz darauf. Später stellt sich heraus, dass das Gebäck vergiftet war. Rico erschüttert Roberts Tod nicht sonderlich. Er ist sogar froh, dass er den unbeliebten Tyrannen endlich los ist. Als herauskommt, dass der Liebesknochen eigentlich für Rico gedacht war, gerät dieser plötzlich in den Mittelpunkt. Rico beschließt, für eine Weile nicht mehr in die Schule zu gehen und hilft stattdessen lieber in der Apotheke seiner Mutter aus. Die Tatsache, dass er wegen seiner Hörschwäche keine Stelle als Lokomotivführer bekommt, nimmt ihm noch mehr die Lust, in die Schule zu gehen.
Um keinen Lernstoff zu verpassen, beschließt Rico, sich von seinem stets freundlichen Kunst- und Deutschlehrer, Martin Wegner, Nachhilfestunden geben zu lassen. Die beiden Außenseiter verstehen sich sehr gut und entwickeln ein freundschaftliches Verhältnis. Die beiden verbindet ihre Liebe zum Modellbau ebenso wie ihre Andersartigkeit. Martin Wegner lebt alleine in der abgelegenen Villa seiner verstorbenen Eltern im Wald. Obwohl er die Musiklehrerin Michaela Rammelow liebt, weigert er sich, sie in sein Haus zu lassen. Er begründet dies damit, dass er für seine Arbeit, deren Thema die Stille ist, absolute Ruhe brauche. Er ist davon fasziniert, dass Rico, welcher ein Hörproblem hat, ohne Probleme die Stille erleben kann, wenn er sein Hörgerät ausschaltet.
Zusammen mit Wegner beginnt Rico eine Puppe zu basteln, welche wie Regine aussehen soll. Eines Abends wird Rico von Regine in einen Hinterhalt gelockt und von ihr und ihren Freundinnen grauenhaft gequält, da Regine davon überzeugt ist, dass Rico für den Tod von Robert verantwortlich ist. Nachdem Regines Freundinnen ihn freilassen, flüchtet er zu Wegner. Dieser zeigt ihm ein Geheimnis – einen detailgetreuen Nachbau von Ricos gesamter Klasse. Er überzeugt Rico, dass er all seinen Hass abbauen könne, wenn er die Modellpuppen zerstören würde. Nachdem Rico das Modell von Regine in seine Einzelteile zerlegt hat, taucht Michaela, Wegners Freundin, auf. Da das Modell von Regine bereits kaputt ist, muss Michaela, gefesselt, als "Ersatzpuppe" herhalten. Anschließend zerstören Rico und Martin Wegner alle Puppen und zum Schluss schneidet Wegner seiner Freundin mit einem Dolch die Kehle durch. Wegner bedauert die Tat nicht und sagt nur, dass er nun wisse, wie sich die absolute Ruhe anfühlen würde. Als Wegner erwähnt, dass er auch noch in Tübingen, wo er studiert hat, eine Rechnung zu begleichen hat, bekommt Rico Angst. Am selben Abend wird Rico von Sammer, seinem Erzfeind und Partner seiner Mutter, hinterlistig angegriffen. Es gelingt ihm jedoch, den Sportlehrer in den Fluss zu stoßen. Allerdings rettet er Sammer, nachdem dieser von Ricos Mitschülern mit Steinen beworfen wird. Für Regine ist nun klar, dass Rico nicht für den Mord an Robert verantwortlich sein kann.
Am nächsten Tag kommt Rico wieder zu Wegner, da er diesem versprochen hat, mit ihm nach Tübingen zu kommen. Nachdem Rico Wegner den Mord an Robert gestanden hat, vergiftet er seinen Lehrer mit einem Liebesknochen auf dieselbe Weise, wie schon Robert umgekommen ist. Rico verwischt seine Spuren und lässt alles so aussehen, als hätte sich Wegner selber umgebracht.
In der Schlussszene wird die Schulfeier gezeigt, auf welche sich alle schon seit langem vorbereitet haben. Kurz vor dem Ende des Filmes gesteht Regine dem vermeintlich unschuldigen Rico, dass sie ihn liebe, und so erfüllt sich Ricos Wunsch und großer Traum doch noch.

## Kritik
„Die anachronistisch wirkende Kritik an der bundesdeutschen Spießigkeit nimmt durch einen reizvollen Genre-Mix und hochkarätige Darsteller für sich ein, bietet aber letztlich doch nur moralistisches Beweisführungstheater in Form einer Provinz-Groteske.“